# Ángelo Gabrielli
Ángelo Emanuel Gabrielli Scarrone (Colonia 18 de Julio, Uruguay, 24 de febrero de 1992) es un futbolista uruguayo. Juega como defensa y su actual equipo es el Centro Atlético Fénix de la Primera División de Uruguay.

## Clubes
| Club              | País      | Año       |
| ----------------- | --------- | --------- |
| Fénix             | Uruguay   | 2013-2018 |
| Liverpool         | Uruguay   | 2018-2019 |
| Newell's Old Boys | Argentina | 2019-2021 |
| Nacional          | Uruguay   | 2021-2022 |
| Fénix             | Uruguay   | 2023-     |